# Saijō, Ehime
Saijō (西条市 Saijō-shi) là một thành phố thuộc tỉnh Ehime, Nhật Bản.